# Sorin Macavei
Sorin Radu Macavei (n. 24 mai 1956, Cluj, România) este un fost voleibalist român, care a făcut parte din lotul echipei naționale de volei a României, medaliată cu bronz olimpic la Moscova 1980. La Universiada din 1981 a câștigat medalia de aur cu echipa României.

## Distincții
- Ordinul „Meritul Sportiv” clasa a III-a (15 aprilie 1981) „pentru rezultatele deosebite obținute la Jocurile olimpice de vară de la Moscova — 1980, precum și pentru contribuția adusă la dezvoltarea activității sportive și la creșterea prestigiului sportului românesc pe plan internațional”[4]